# 乐蓬马歇百货公司

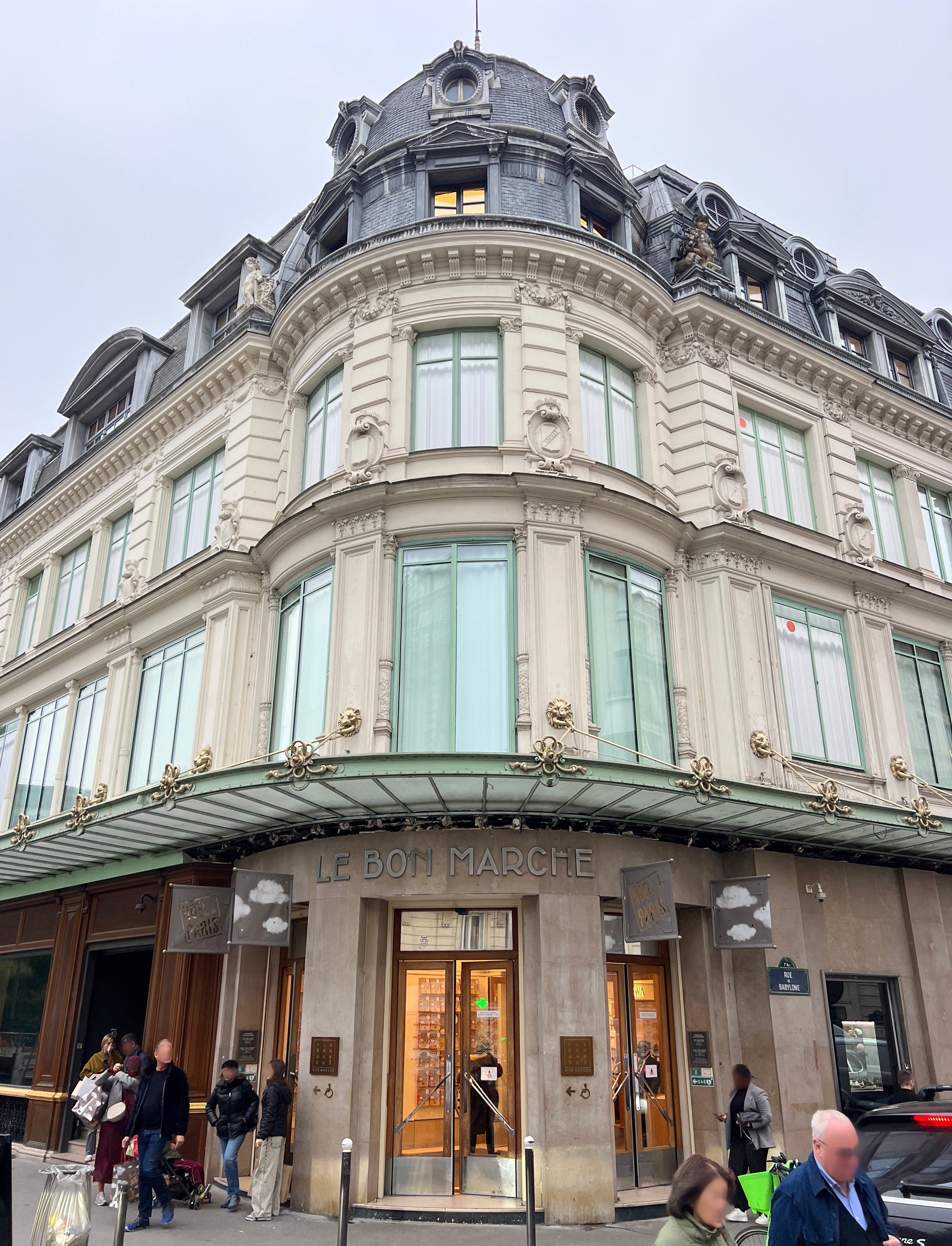
乐蓬马歇

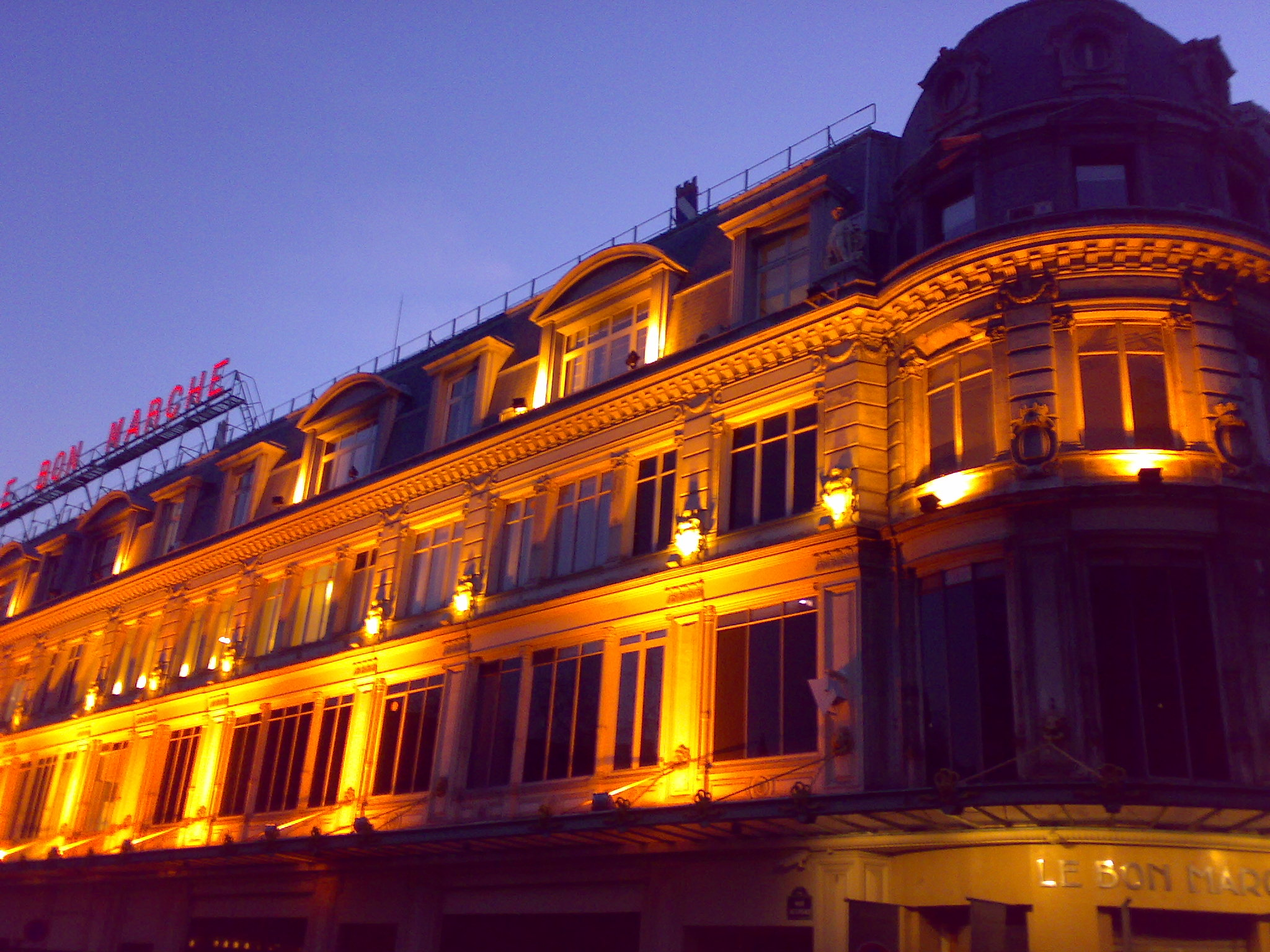
夜间

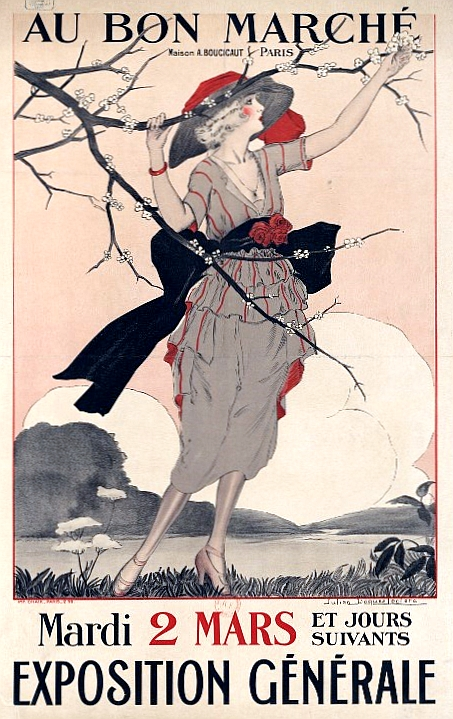
1920年的海报

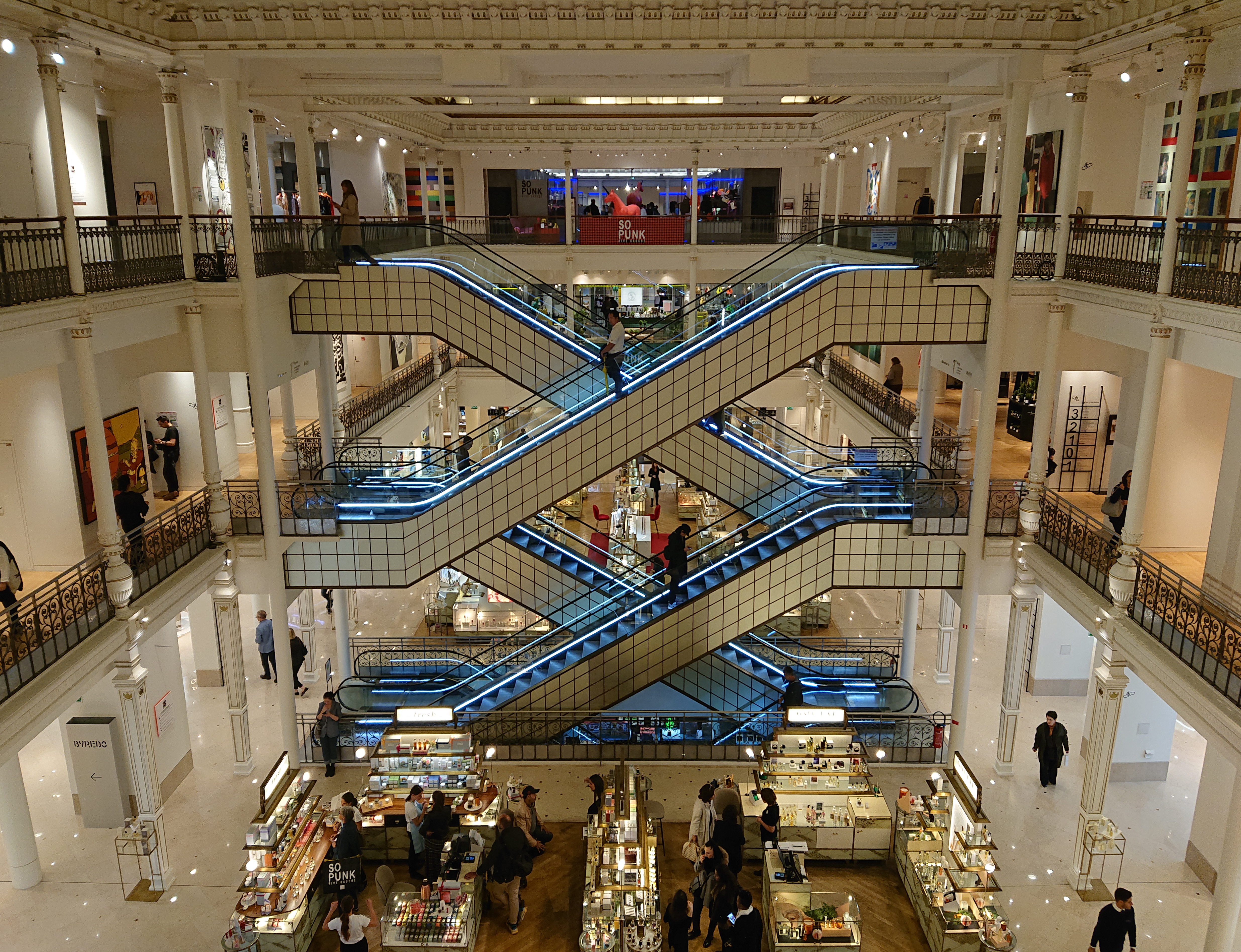
室内

乐蓬马歇百货公司（Le Bon Marché，意为“好市场”，或“好交易”，法語發音：[lə bɔ̃ maʁʃe]）是法国巴黎的一个著名的百货公司，位于第七区的塞夫勒路（rue de Sèvres）24号 ，以及巴比伦路（rue de Babylone）和巴克路（rue du Bac）转角。它有时被认为是世界第一个百货公司，这要看如何理解什么是百货公司。它可能是巴黎第一个特别设计的商店建筑。创始人是阿里斯蒂德·布西科（Aristide Boucicaut）。

## 历史
Une cathédrale de commerce pour un peuple de clients.（一个顾客云集的商业的主教座堂。）
 — 埃米尔·左拉， 《婦女樂園》
这家商店由维多（Videau）兄弟创立于1838年。1848年，被布西科（Boucicaut）夫妇收购。1852年，他们发起新的商店概念，经营范围广泛，固定价格。他们的经营取得了成功，1869年，他们扩张店面，建筑师是路易-查尔斯·布瓦洛。 
随后建立的百货公司依次是卢浮宫百货公司（Grands Magasins du Louvre），美丽花园（À la  Belle Jardinière），春天百货，以及莎玛丽丹百货公司，后者由小贩欧内斯特·科尼亚克和他的妻子，乐蓬马歇百货公司的前雇员玛丽-露易丝·热创办。
楼顶设有一千个座位的大厅，以容纳聚会。 
1910年，由于布西科夫人的的倡议，又开设了卢滕西亚酒店（hôtel Lutetia），它仍然是左岸唯一的豪华大酒店。 
1984年，路易威登购买了乐蓬马歇，成为左岸的豪华百货商店。另一个商店，第一区新桥街的莎玛丽丹百货公司也在2001年加入路易威登，并在2005年关闭。
在1860年，弗朗索瓦·瓦克瑟莱尔在比利时开设了另一个蓬马歇，与法国的乐蓬马歇并无关系。